# Emboscada de Bahariya de 2017
La emboscada de Bahariya fue un hecho que se produjo en dicho lugar el 20 de octubre cuando militares quisieron lanzar una operación en contra un escondite miliciano-islamista lo que provocó un tiroteo entre ambas partes así como el lanzamiento de explosivos de parte de los terroristas. Dicho lugar del suceso se encuentra a solo 365 km al suroeste de El Cairo.
Al final del enfrentamiento, murieron 58 miembros de la policía de Egipto y más de 50 resultaron heridos.
Ningún grupo terrorista se ha adjudicado la emboscada.

## Antecedentes[3]
Desde que el ejército retiró al presidente Mohamed Morsi, de la Hermandad Musulmana, los grupos extremistas han aumentado sus ataques contra el ejército y la policía.
Las autoridades han estado luchando contra la rama egipcia del grupo Estado Islámico, que ha incrementado sus ataques en el norte de la península del Sinaí.
La Hermandad Musulmana, que una vez fue el movimiento de oposición más grande de Egipto, ha negado durante mucho tiempo la participación en los ataques a las autoridades.
Mohamed Morsi fue elegido como el primer presidente civil de Egipto en 2012, pero fue derrocado un año después en un golpe de Estado debido a las protestas masivas contra el gobierno divisivo de los islamistas.
Desde entonces, una extensa ofensiva contra el grupo lo ha dejado en un caos con alas competidoras que no han estado de acuerdo en recurrir a la violencia, luego de que la policía reprimiera sangrientamente sus protestas.
Los analistas dicen que una sección de la Hermandad ha alentado los ataques armados contra la policía.
Hasm ha reclamado múltiples ataques desde 2016 contra la policía, funcionarios y jueces en El Cairo.
Cientos de soldados y policías murieron en la insurgencia grupal del Estado Islámico en la península del Sinaí, en el extremo noreste del país.
El 13 de octubre, el ejército egipcio dijo que seis soldados murieron en un arma "terrorista" y un ataque con granadas contra un puesto de seguridad cerca de la capital de la provincia de El-Arish, en el norte de Sinaí.
ISIS ha mantenido una guerra constante de desgaste con ataques de francotiradores y bombas en los caminos.
Pero a diferencia de su organización matriz en Irak y Siria, no han podido apoderarse de los centros de población en la península, que limita con Israel y Gaza.
En octubre de 2015, ISIS reclamó el bombardeo de un avión comercial ruso que transportaba a sus veraneantes a su casa desde el popular complejo de Sharm el-Sheikh en el sur de Sinaí, matando a las 224 personas a bordo.

## Atentado
El viernes 20 de octubre de 2017, un grupo de policías fue a la región del Oasis de Bahariya con el objetivo de irrumpir en un escondite terrorista. Al acercarse al lugar, fueron emboscados por estos a lo que le siguió un tiroteo entre los policías y los milicianos así como el lanzamiento de granadas propulsadas por cohetes y explosivos por parte de estos últimos. La situación empeoró para los oficiales debido a la familiaridad de los terroristas con el terreno. Durante el ataque el comandante oficial no pudo realizar un llamado para pedir refuerzos por aire y tierra, debido a fallas de comunicación en el desierto. Al finalizar el enfrentamiento, murieron varios policías incluyendo oficiales y conscriptos.

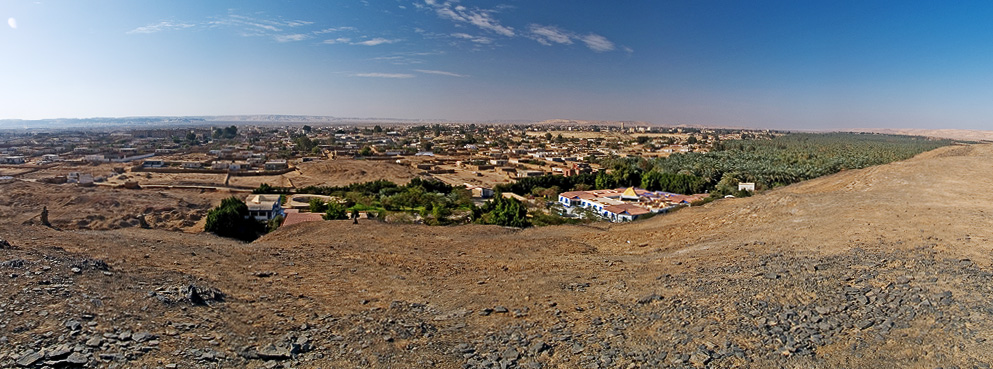
Oasis de Bahariya, lugar del ataque.

Según la versión oficial, la redada tenía como objetivo un apartamento usado por miembros del Movimiento Brazos de Egipto-Hasm.
Durante las primeras horas del sábado, se daba a conocer que la cifra de muertos era mayor a 30. Pero después El Ministerio del Interior egipcio confirmó la muerte de 16 policías, pero fuentes de seguridad confirmaron que esta cifra llegó a las 58 víctimas mortales.

## Reacciones
El presidente Abdel-Fattah el-Sissi se apegó el sábado a un plan para conmemorar el 75 aniversario de la victoria crucial de los Aliados en la Batalla de El Alamein durante la Segunda Guerra Mundial en una ceremonia en la que participarán dignatarios extranjeros La costa mediterránea de Egipto, dijo su oficina a la AFP.
Pero el líder del hombre fuerte canceló todos sus otros compromisos del día.
Tras el ataque, varios aliados de Egipto salieron a condenar el ataque, entre ellos Estados Unidos que en un comunicado expresó su rechazo de forma enérgica por el ataque y ofrecieron su total apoyo al Gobierno para continuar la lucha contra los yihadistas.
También se pronunciaron desde el Consejo de Seguridad de la ONU y calificaron la emboscada como un atroz y cobarde ataque terrorista. Además expresaron su profunda solidaridad y condolencias a las familias de las víctimas y al Gobierno de Egipto.